# A Leap for Love
A Leap for Love er en amerikansk stumfilm fra 1912.

## Medvirkende
- Ethel Wright som Marguerite Leonard
- Frank Hall Crane som Samuel Kingston
- Rodman Law som Alfred Lane
- Hayward Mack som Ralph Judson